# 福雷地区圣马塞兰
福雷地区圣马塞兰（法語：Saint-Marcellin-en-Forez，法語發音：[sɛ̃ maʁsəlɛ̃ ɑ̃ fɔʁɛ]），或纯音译作圣马塞兰昂福雷，是法国卢瓦尔省的一个市镇，位于该省南部略偏西，属于蒙布里松区。

## 地理
福雷地区圣马塞兰（45°29'50"N, 4°10'2"E）面积31.09 平方千米，位于法国奥弗涅-罗讷-阿尔卑斯大区卢瓦尔省，该省份为法国中南部省份，北起顺时针与索恩-卢瓦尔省、罗讷省、伊泽尔省、阿尔代什省、上盧瓦爾省、多姆山省和阿列省接壤。
与福雷地区圣马塞兰接壤的市镇（或旧市镇、城区）包括：布瓦塞-圣普列斯特、邦松、尚布勒、舍讷雷耶、佩里尼厄、圣瑞斯特-圣朗贝尔、叙里勒孔塔勒。

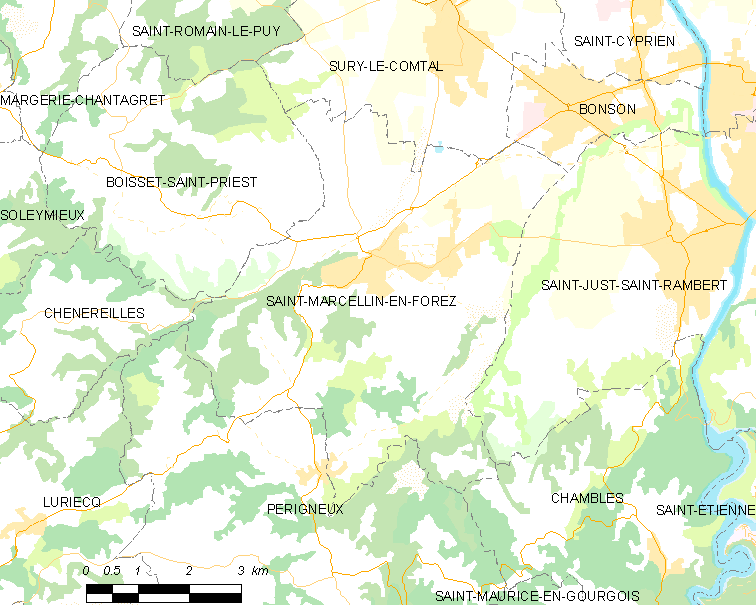
福雷地区圣马塞兰的OSM定位图

福雷地区圣马塞兰的时区为UTC+01:00、UTC+02:00（夏令时）。

## 行政
福雷地区圣马塞兰的邮政编码为42680，INSEE市镇编码为42256。

## 政治
福雷地区圣马塞兰所属的省级选区为圣瑞斯特-圣朗贝尔县。

## 人口

1962-2008年间福雷地区圣马塞兰人口变化图示

福雷地区圣马塞兰于2022年1月1日时的人口数量为5088人。